# 新陽駅
新陽駅（シニャンえき）は朝鮮民主主義人民共和国平安南道新陽郡に位置する朝鮮民主主義人民共和国鉄道省平羅線の駅である。

## 歴史
- 1936年11月1日：東元駅として開業[1]。
- 日時不明：新陽駅に改称。

## 隣の駅
朝鮮民主主義人民共和国鉄道省
平羅線
長林駅 - 新陽駅 - 仁平駅